# 琳賽·雅各貝利斯

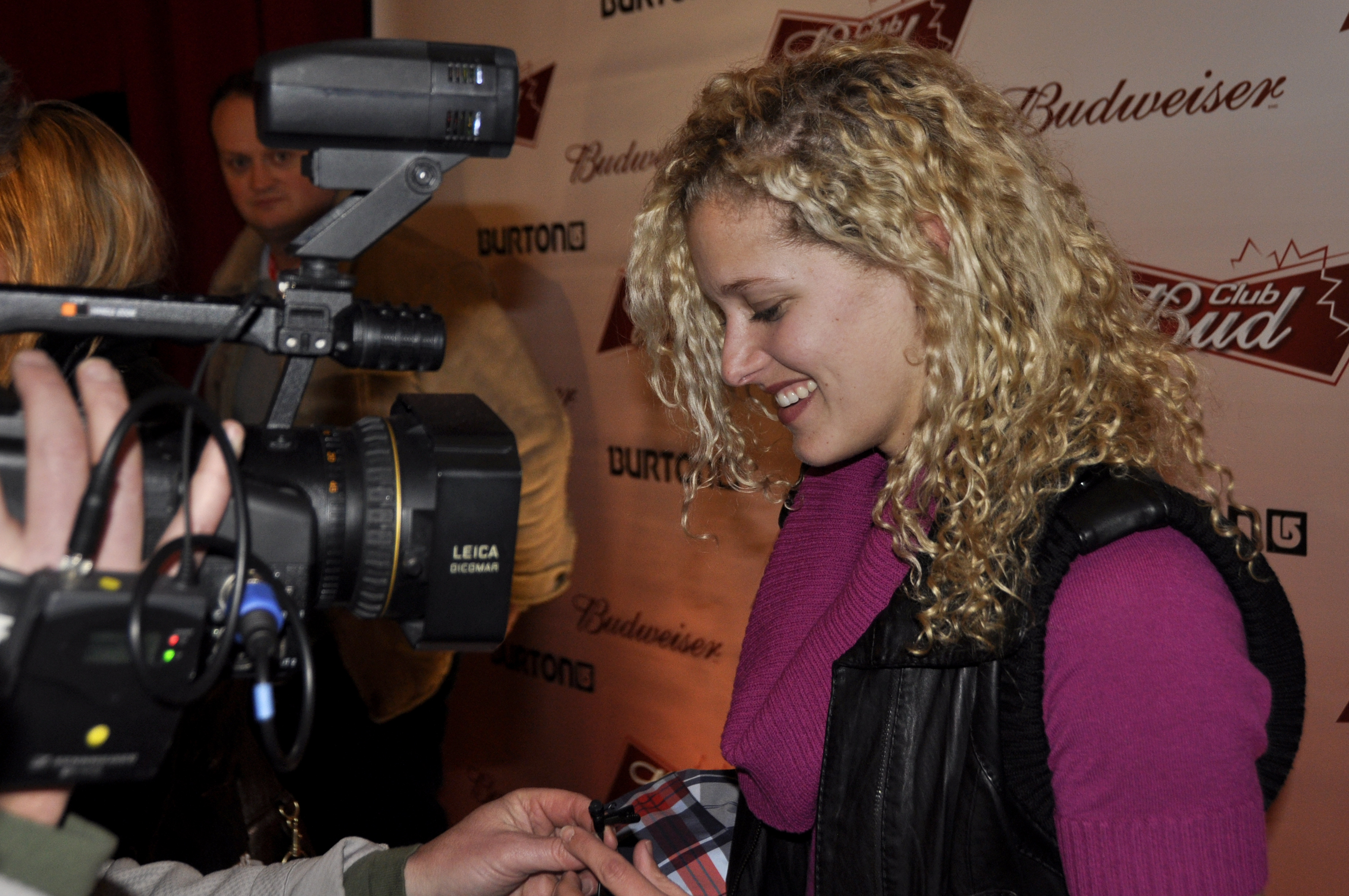
琳赛·雅各贝利斯，2020年

琳賽·雅各貝利斯（英語：Lindsey Jacobellis，1985年8月19日—），美國單板滑雪運動員，她代表美國隊參加了中國舉行的2022年冬季奧林匹克運動會，並且在女子障礙追逐比賽上獲得金牌。